# Tim Bishop
Timothy H. "Tim" Bishop é um político americano e foi representante do 1.º Distrito Congressional de Nova Iorque pelo partido Democrata na Câmara dos Representantes federal entre 2003 e 2015.